# Universitat d'Aveiro
La Universitat d'Aveiro és una universitat pública portuguesa, localitzada a Aveiro, i creada el 1973. La universitat té 12.000 estudiants, amb 58 carreres. Té unes unitats de desenvolupament d'investigació molt actives, amb programes enfocats tant als negocis de la comunitat com a la naixent indústria regional, en camps tals com les telecomunicacions o l'enginyeria industrial.

## Departaments i seccions autònomes
- Departament d'Ambient i Ordenament
- Departament de Biologia
- Departament de Ciències de l'Educació
- Departament de Comunicació i Art
- Departament de Didàctica e Tecnologia Educativa
- Departament d'Economia, Gestió i Enginyeria Industrial
- Departament d'Electrònica, Telecomunicacions i Informàtica
- Departament d'Enginyeria de Ceràmica i de Vidre
- Departament d'Enginyeria Civil
- Departament d'Enginyeria Mecànica
- Departament de Física
- Departament de Geociències
- Departament de Llengües i Cultures
- Departament de Matemàtica
- Departament de Química
- Secció Autònoma de Ciències de la Salut
- Secció Autònoma de Ciències Socials, Jurídiques i Polítiques